# Organisation suisse d'aide aux réfugiés
Pour les articles homonymes, voir OSAR.
L'Organisation suisse d'aide aux réfugiés (OSAR) (allemand : Schweizerische Flüchtlingshilfe (SFH)) est une organisation spécialisée et association faîtière d’organisations et œuvres d’entraide actives dans le domaine de l’asile et des réfugiés).En 2025, onze organisations sont membres de l’OSAR,.
L'OSAR est une organisation non gouvernementale, politiquement et confessionnellement indépendante, qui s'engage juridiquement dans le domaine de l'asile et des réfugiés. L'organisation se nommait « Office central d’aide aux réfugiés » jusqu'en 1991.

## Historique
L'OSAR est créée en 1936 sous le nom « Office central d'aide aux réfugiés » (ou « Office central suisse d'aide aux réfugiés » - OSAR) par treize organisations d'entraide (rejointes plus tard par six autres organisations) dans le but de soutenir les victimes du régime nazi exilées en Suisse. En 1938, l'Office central d'aide aux réfugiés vient en aide aux réfugiés autrichiens à la suite de l'Anschluss.
Dès la fin de la guerre, l'Office central d'aide aux réfugiés propose des conseils juridiques, participe au rapatriement des personnes déplacées, s'engage pour l'asile permanent de ceux et celles qui ne peuvent voyager. Un foyer interconfessionnel pour les réfugiés est créé en 1947 à Saanen.
En 1956, l'Office central d'aide aux réfugiés participe à l'accueil des réfugiés hongrois à la suite de l'insurrection de Budapest. Les réfugiés sont répartis dans les cantons et l'Office central d'aide aux réfugiés annonce à la fin novembre 1956 avoir reçu « 4 600 offres de places de travail qui permettront vraisemblablement de loger et d'occuper 7 200 réfugiés ».
En 1966, le conseiller fédéral von Moos fait un appel à la population à la veille d'une collecte en faveur de l'Office central d'aide aux réfugiés : « L'Office central d'aide aux réfugiés, institution privée fondée il y a 30 ans, accomplit [...] avec les œuvres qui lui sont affiliées, une noble tâche dont les effets se ressentent bien au-delà de nos frontières. [...] Ces œuvres ne peuvent remplir avec succès leur mission que si elles sont soutenues par l'esprit de sacrifice de chacun ». Le nombre de réfugiés croît spécialement en 1968, passant de 20 000 à 33 000, la Confédération augmente sa participation financière de 50 %.
De 1977 à 1979, l'OSAR agit plus particulièrement en faveur des réfugiés vietnamiens. En 1977, la Suisse compte environ 30 000 réfugiés que la Confédération soutient avec un budget d'environ 8 millions de francs, par l'intermédiaire de six organisations d'entraide. La contribution de la Confédération couvre 90 % des prestations de secours, les 10 % restants étant apportés par l'Office central d'aide aux réfugiés via sa collecte nationale. L'Office, dans son communiqué annuel, précise que « Il y a des années, la collection nationale de l'Office central permettait de couvrir 50 % des dépenses d'assistance directe et d'encadrement des déracinés en difficulté, le reste étant mis à la charge de la Confédération ».
En 1981, pour la première fois, la journée nationale du réfugié est célébrée par l’Office centrale d’aide aux réfugiés.
Un bureau de l'Office central d'aide aux réfugiés pour la Suisse romande est ouvert à Lausanne en 1980.
En 1982, les œuvres d'entraide regroupées au sein de l'Office centra d'aide aux réfugiés font appel à la Confédération pour rembourser leurs déficits à la suite de l'augmentation du nombre de réfugiés. Le budget de la Confédération se montait à 12,6 millions de francs en 1981, un complément de 6,6 millions de francs est nécessaire pour l'année 1982.
En 1985, l'Office central d'aide aux réfugiés « attend de la Confédération qu'elle rende plus transparentes ses intentions et qu'elle les assume », les critiques concernent le délai d'attente entre le dépôt d'une demande d'asile et la décision rendue par les autorités. Puis l'Office insiste sur les difficultés croissantes. Heinz Haab de l'OSAR affirme ainsi que « les réfugiés d'aujourd'hui ne sont plus ce qu'ils étaient : ils sont plus démunis, plus nombreux, plus colorés que ceux qui, il y a une dizaine d'années, avaient franchi nos frontières. Leurs motifs sont plus difficilement saisissables. [...] les recettes des quêtes ont diminué ».
En 1989, les œuvres d'entraide appellent les partis, Églises, associations et cantons à conclure un « pacte social », à la suite du rapport fédéral sur la stratégie des années 1990 en matière d'asile. L'Office central d'aide aux réfugiés demande un statut particulier pour les réfugiés collectivement victimes de violence. Il est aussi demandé une pratique d'acceptation plus généreuse en raison du « durcissement indiscutable » de la politique d'asile au cours des vingt années précédentes. Il s'agit aussi de renforcer l'intégration des réfugiés, dont un quart viennent d'une quinzaine de pays où ils ne peuvent être renvoyés en raison de la guerre qui y sévit toujours.
L'Office central devient l' « Organisation suisse d'aide aux réfugiés » en 1991, et continue de s'adapter et de réagir aux évolutions du droit d'asile. En 1992, l'organisation demande de retirer l'Algérie, l'Angola, l'Inde et la Roumanie de la liste des « pays sûrs ». La Journée du réfugié de 1993 se déroule sous le thème « Et si c'était vous ? », celle de 1994 a lieu dans 150 villes et villages de Suisse, en 1996 le slogan « Tradition - Nous y tenons » fait appel à la tradition humanitaire de la Suisse.
En 2016, l'OSAR soutient la révision de la Loi sur l'asile (LAsi), qui accélère les procédures d'asile et propose une aide juridique gratuite pour les requérants d'asile. Lors de l'entrée en application de cette révision en 2019, l'OSAR alerte cependant sur une accélération des procédures au détriment de leur équité.
Après l'activation par le Conseil fédéral du statut de protection S (protection collective accordée aux réfugiés de pays en guerre) pour les réfugiés venus d'Ukraine à partir du 12 mars 2022, l'OSAR demande l’égalité juridique entre les personnes admises à titre provisoire et les réfugié-e-s reconnu-e-s et appelle à remplacer le permis F par un statut de protection positif qui permette une intégration rapide et durable.

## Objectifs
Depuis sa création, l'organisation représente et défend les intérêts des requérants d'asile et des réfugiés auprès des autorités, des milieux politiques et du public.
Selon ses statuts, l’un des buts de l’organisation est de s’engager pour une Suisse qui protège efficacement les réfugiés, respecte leurs droits fondamentaux et humains, favorise leur participation dans la société et les traite avec respect et ouverture.
Active dans toute la Suisse, l'OSAR a des connaissances pointues et une vaste expérience dans le domaine de l'asile.

## Activités
Son action s'articule autour de plusieurs champs d'activités stratégiques.
Consultation juridique
L’OSAR est un premier point de contact général et met en contact les personnes réfugiées et requérantes d’asile avec des centres de conseil juridique et d'autres organisations qui peuvent fournir d'autres conseils personnels ou un soutien si nécessaire. L’Organisation suisse d’aide aux réfugiés (OSAR) ne représente pas de cas individuel.
Représentation des œuvres d'entraide
En tant qu'organisation faîtière, l’Organisation suisse d’aide aux réfugiés (OSAR) a coordonné ce travail pour les organisations d’œuvre d’entraide qu’elle a mandatées. L’OSAR était aussi responsable de la formation complète et de la formation continue des représentant-e-s d’œuvres d'entraide, ainsi que de leur fournir des informations sur les pays d'origine, les bases juridiques et la jurisprudence.
Depuis le 1er novembre 2020, les auditions selon l'ancien droit sont accompagnées par l’OSAR elle-même et un-e représentant des œuvres d’entraide.
Observation systématique de la pratique et du droit d'asile
Les bases juridiques et les règles pratiques pour les requérants d'asile sont en constante révision. L'OSAR intervient régulièrement avec des recommandations aux autorités ou des avis publics.
Analyses sur les pays d'origine
Afin de juger en toute objectivité du besoin de protection dans la procédure d'asile, la situation économique et politique du pays d'origine doit être connue. L'OSAR élabore et publie continuellement des analyses des pays d'origine des personnes réfugiées et requérantes d'asile, avec des mises à jour régulières, et établit des expertises sur des questions spécifiques à l'asile.
Formation
L’offre de formation et de sensibilisation dans le domaine de l’exil, de l’asile et de l’intégration s’adresse à des spécialistes de la migration et de la procédure d’asile, à la société civile, aux enseignants, aux représentants des autorités et aux multiplicateurs, ainsi qu’aux enfants et adolescents des écoles et paroisses.
L'OSAR a un fonds de soutien pour les réfugiés. Ces derniers peuvent notamment demander une aide de ce fonds pour suivre une formation (cours de langue par exemple)
Sensibilisation du public et manifestations
L'OSAR organise des formations et journées de sensibilisation pour le grand public sur les thèmes de l'exil, de l'asile et de l'intégration. Depuis 1980 a lieu chaque année le 3e week-end de juin la « Journée du réfugié ». Tous les deux ans a lieu le « Symposium suisse sur l'asile », organisé en collaboration avec le Haut Commissariat des Nations Unies pour les réfugiés (UNHCR).

## Organisations membres et partenariat
En 2025, l’OSAR compte 11 organisations membres. L'OSAR coopère également avec d’autres organisations non gouvernementales actives dans le domaine de l'asile et des migrations, avec le Secrétariat d’Etat aux migrations (SEM), les autorités cantonales et communales, et fait partie du European Council on Refugees and Exiles (en) (ECRE).

## Publications
L'OSAR a publié divers ouvrages et études concernant ses thèmes, dont par exemple :
- ASYL, revue Revue suisse pour la pratique et le droit d'asile, Editions Stämpfli,  (ISSN 2673-4044 et 1422-8181)
- Organisation suisse d'aide aux réfugiés (trad. Olivier von Allmen), Manuel de la procédure d'asile et de renvoi [« Handbuch zum Asyl- und Wegweisungsverfahren »], Berne, Haupt, 2009, 328 p. (ISBN 9783258075327), version actualisée en 2022 disponible.
- Organisation suisse d'aide aux réfugiés ; [réd. Sonya Mermoud], 60 ans d'aide aux réfugiés : 1936-1996, Lausanne, OSAR, Secrétariat romand, 1996, 48 p.
- Organisation suisse d'aide aux réfugiés, Avec les réfugiés, contre la violence : Journée des réfugiés : 18 juin 1994, 19 juin 1994, Lausanne, OSAR, 1994, p. 11
- Annemarie Isenschmid (trad. F. Biamonte), Syrie : dossier à l'attention des représentants d'œuvres d'entraide et des bureaux de consultation juridique, Lausanne, OSAR, Secrétariat romand, 1993, 28 p.
- texte français par Claire et Jean Zahnd, Mosaïque : éléments pour l'enseignement de la langue française aux réfugiés et requérants d'asile : Feuilles de vocabulaire et de travail, Lausanne, OSAR, 1991, classeur de 38+48 folios
- Irina Lerch-Bortoli (trad. Martine Besse), Office central suisse d'aide aux réfugiés (OSAR) : 50 ans d'aide aux réfugiés, Lausanne, OSAR, Secrétariat romand, 1986, 15 p.Tiré à part de Points de repère, 1986

## Télévision
L'émission « Ensemble » de la Télévision suisse romande du 6 juin 2010 est consacrée à l'OSAR. L'itinéraire d'une famille réfugiée originaire du Viêt Nam est présenté en quelques minutes.